# Saint-Aventin
Saint-Aventin é uma comuna francesa na região administrativa de Occitânia, no departamento de Alta Garona. Estende-se por uma área de 17,4 km². Em 2010 a comuna tinha 69 habitantes (densidade: 4 hab./km²).